# Дурново, Лидия Александровна
Лидия Александровна Дурново (1 мая 1885, Смоленск — 7 января 1963, Ереван) — искусствовед, исследователь искусства средневековой Армении.

## Биография
Получила высшее образование в Высшем художественном училище при Императорской Академии художеств и в Зубовском Институте истории искусств. С 1918 года приступила к организации копировальной мастерской в Институте и привлекла к штатной и внештатной работе более двадцати художниц, задачей которых была научно поставленная техника воспроизведения фресок из древнерусских храмов. Мастерская Л. А. Дурново копировала фрески в Новгороде, Киеве, Чернигове, Ярославле, Старой Ладоге, в Кирилло-Белозерском и Ферапонтовом монастырях. Многие памятники были разрушены в годы войны и исполненные ею и её ученицами копии являются теперь единственными красочными воспроизведениями утраченных стенописей.
9 октября 1933 года была арестована по делу «Российской национальной партии». Осуждена на три года ссылки в Омскую область. Освобождена 3 ноября 1936 г. Выехала в Калугу.
В 1937 году по приглашению Рубена Дрампяна переехала в Ереван, где также занималась копированием древних фресок и миниатюр.